# Vitrimurella lepida
Vitrimurella lepida is een mosdiertjessoort uit de familie van de Vitrimurellidae. De wetenschappelijke naam van de soort is, als Figularia lepida, voor het eerst geldig gepubliceerd in 1988 door Hayward.